# Robin Devereux, 19. Viscount Hereford
Charles Robin de Bohun Devereux, 19. Viscount Hereford (* 11. August 1975) ist ein englischer Adliger.
Er ist der ältere Sohn von Robert Devereux, 18. Viscount Hereford und dessen Gattin Susan Mary Godley. Beim Tod seines Vaters am 25. Februar 2004 erbte er dessen Adelstitel als 19. Viscount Hereford und 16. Baronet, of Castle Bromwich.
Er besuchte die Stowe School in Stowe und schloss 1998 sein Studium an der University of East Anglia in Norwich als Bachelor of Arts in Kunst- und Architekturgeschichte ab.
Seit 1998 arbeitet er beim Kunstauktionshaus Bonhams in London. Er ist auch Mitglied des White’s Club.

## Ehe und Nachkommen
Am 12. Juni 2010 heiratete er Louisa Jane Knight (* 1977). Mit ihr hat er zwei Kinder:
- Sophia Emily Florence Devereux (* 2013)
- Henry Walter de Bohun Devereux (* 2015)